# Melaleucococcus hirtipectus
Melaleucococcus hirtipectus är en insektsart som beskrevs av Sunita Bhatti 1990. Melaleucococcus hirtipectus ingår i släktet Melaleucococcus och familjen pärlsköldlöss. Inga underarter finns listade i Catalogue of Life.